# Matthiasaltar

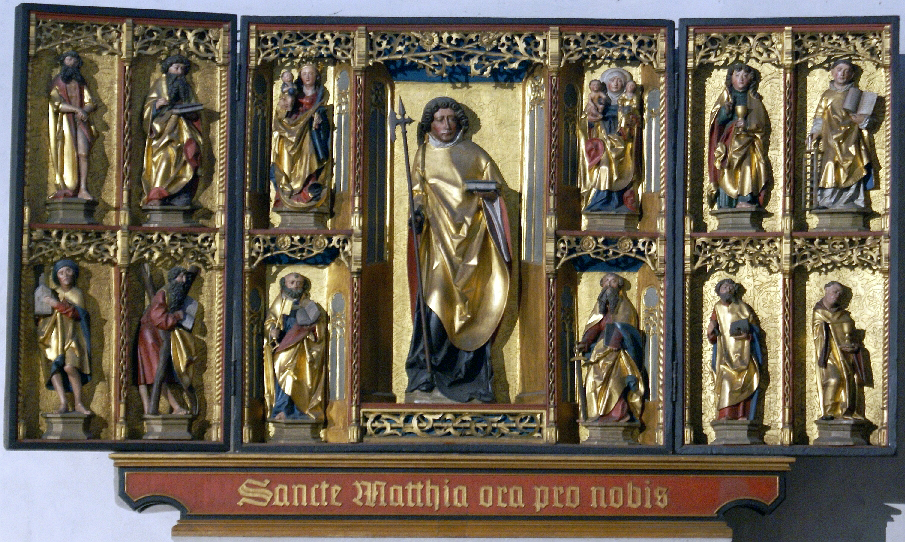
Matthiasaltar

Als Matthiasaltar wird im Mindener Dom ein spätgotischer Flügelaltar mit dreizehn Statuen von Heiligen bezeichnet, der in Form eines Triptychons gestaltet ist und sich auf einem Unterbau aus Obernkirchener Sandstein im südlichen Querhaus befindet. Er besteht aus einem feststehenden Schrein und zwei Flügeln, mit denen der Altar ursprünglich geschlossen werden konnte. Die Außenseiten der Flügel wurden bemalt, die Innenseiten und der Schrein mit Skulpturen ausgestattet. Die Schnitzarbeiten sind teils farbig gefasst, teils vergoldet. Bis zum Ende des 19. Jahrhunderts hatte sich der Zustand des Retabels so verschlechtert, dass der Originalzustand nicht mehr rekonstruiert werden konnte. Bei einer Restaurierung zu Beginn des 20. Jahrhunderts legte man sich beim Patrozinium des Altars und bei der Identität der Hauptfigur auf den Apostel Matthias fest.

## Geschichte

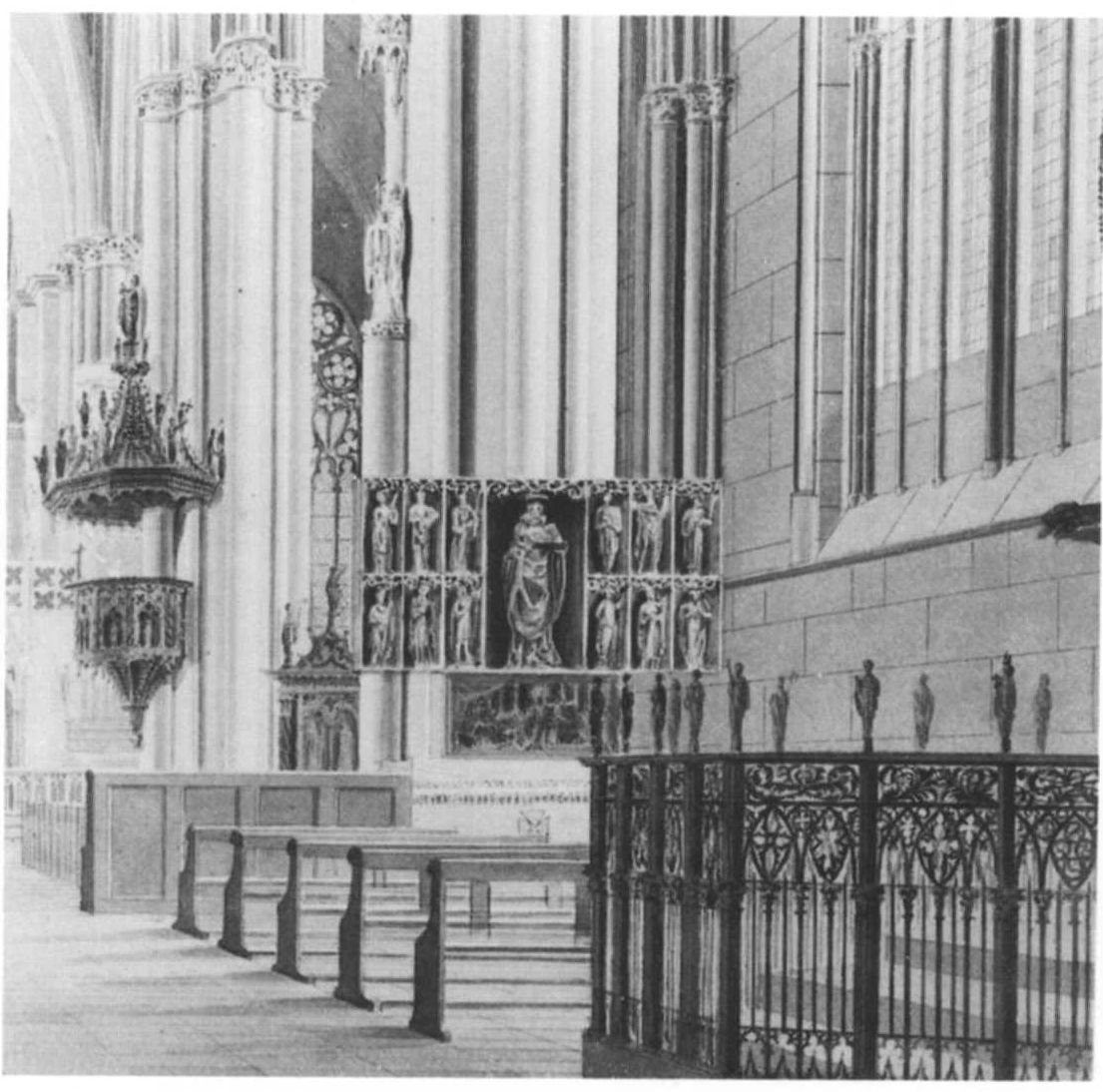
Ansicht des Matthiasaltars 1815

Wer den Altar geschaffen hat, konnte bisher nicht ermittelt werden. In Betracht kommen Werkstätten aus dem Raum um Göttingen und Hildesheim, namentlich werden Zuschreibungen an Barthold Kastrop oder den Umkreis des Hildesheimer Johannes-Meisters erwähnt. Als Entstehungszeit kommt das erste Viertel des 16. Jahrhunderts in Frage. Ebenso unbeantwortet ist die Frage nach dem ursprünglichen Patrozinium des Altars, da unklar ist, wer als Hauptfigur in der Mitte dargestellt wurde. Nach Kleidung und Darstellung der Mittelfigur könnte es eine Statue des heiligen Laurentius gewesen sein, der seit 952 ein weiterer Patron des Domes ist. Zur Entstehungszeit des Altars gab es eine Laurentiusvikarie.
Ausführliche Berichte über den Klappaltar gibt es erst seit dem 19. Jahrhundert. Wichtig für die Beurteilung des Retabels ist eine fotografische Aufnahme, die den Zustand von 1895 dokumentiert.  Zu diesem Zeitpunkt gab es keine Predella, kein Gesprenge und keine Zierelemente mehr. Mit Ausnahme des Schnitzwerks über der Marienfigur waren alle Schleierornamente der einzelnen Nischen über den Statuen verloren, von Farbigkeit und Vergoldung war nicht viel übrig geblieben. Die gegenwärtig als Matthias, Rochus, Johannes, Laurentius, Petrus, Paulus und Norbert geltenden Figuren hatten keine Attribute, die Beigaben von Markus und Bartholomäus waren nur fragmentarisch erhalten. Der Verlust der Attribute ist eine der Ursachen dafür, dass eine Identifizierung der Statuen nicht mehr vollständig gelingt. Unbestreitbar ist die unveränderte Identität von der Gotik bis heute bei der Mondsichelmadonna, bei Anna selbdritt und dem Apostel Andreas. Vertrauenswürdige Zuschreibungen aus der Literatur, ebenfalls bezogen auf den Zeitraum von der Gotik bis heute, gibt es für Johannes, Petrus, Paulus und Bartholomäus. Die übrigen Heiligen können nicht mehr eindeutig identifiziert werden oder wurden umgewidmet, wie es wohl bei Matthias und Laurentius der Fall ist. Das Foto von 1895 zeigt auch, dass die Figuren heute noch auf denselben Plätzen stehen wie damals. Eine vermutete Vertauschung von Sebaldus und Norbert muss folglich vor diesem Zeitpunkt stattgefunden haben.
Der Kirchenvorstand des Doms beantragte 1898 bei der Regierung in Berlin eine Restaurierung der Goldenen Tafel und des Matthiasaltars. Den Vorschlag des Denkmalpflegers Albert Ludorff, den Matthiasaltar zwecks Reduzierung der Kosten für die Goldene Tafel an das Landesmuseum in Münster zu verkaufen, lehnte die Regierung ab. Beide Retabel sollten dem Dom erhalten bleiben. Im September 1900 wurde der Matthiasaltar nach Wiedenbrück in die Werkstatt von Mormann und Goldkuhle gebracht. Zwei Monate später allerdings weigerte sich die Regierung, die Kosten für die Restaurierungen beider Klappaltäre zu übernehmen. Über die weitere Entwicklung gibt es keine genauen Angaben, 1904 kehrte der Altar in nur teilrestauriertem Zustand nach Minden zurück. Mit der Erneuerung in Wiedenbrück wurde das Patrozinium des Altares auf den Apostel Matthias festgelegt, der nun als Hauptfigur eine Hellebarde als Attribut erhielt. Auch über die Identität der meisten anderen Heiligen wurde entschieden. Neue Attribute wurden angefertigt und auch die Schleierbretter sollen damals erneuert worden sein.
Nach dem Ersten Weltkrieg gab es Planungen, den Altar zu einem Kriegergedächtnisaltar umzubauen. Man wollte das Triptychon auf eine hohe Predella stellen, in die die hölzerne Pietà von 1420 eingefügt werden sollte, die seit 1995 in einer Andachtskapelle im Nordturm des Westwerks steht. Vorgesehen war, zu beiden Seiten der Pietà Namen von Gefallenen aufzuschreiben.
Von 1938 bis 1940 wurde das Retabel in der Werkstatt des Landesmuseums in Münster restauriert. Dabei wurde die farbige Fassung der Statuen vollständig erneuert und eine neue Predella geschaffen, die über den Hauptschrein hinaus bis zur Mitte der Flügel reicht und diese abstützt. An der Predella brachte man als Inschrift zwei Anrufungen aus der lateinischen Fassung der Allerheiligenlitanei an: Sancte Matthia ora pro nobis / Sancti et sanctae Dei / intercedite pro nobis (Heiliger Matthias bitte für uns. Heilige Gottes bittet für uns). Die zweite Anrufung ist zu einem unbekannten Zeitpunkt wieder entfernt worden.
Während des Zweiten Weltkrieges verschloss man den Altar wegen drohender Bombenangriffe, strich ihn mit feuerfester Farbe an und brachte ihn in der westlichen Vorhalle des Doms, die auch als Paradies bezeichnet wird, unter. Im Jahre 1957 stellte man ihn an einem Pfeiler des Langhauses auf. Nachdem man ihn gereinigt und schadhafte Stellen ausgebessert hatte, erhielt er 1991 einen neuen Platz auf einem Unterbau aus Obernkirchener Sandstein im südlichen Querhaus.

## Beschreibung
Das quadratische Mittelstück des aus Holz geschnitzten Altars hat eine Kantenlänge von 1,47 Metern. Bei geöffneten Flügeln ist er 2,94 Meter breit. Mit Ausnahme der Figur in der Mitte, die im Vergleich zu den anderen die doppelte Höhe und Breite einnimmt, sind alle Skulpturen in zwei Reihen angeordnet.

### Alltagsseite
Bei geschlossenem Zustand sah man die Alltagsseite des Altars. An den spärlichen Resten der Malereien an den Außenseiten der Flügel kann man nur noch erkennen, dass es figürliche Darstellungen waren. Um welche Motive es sich gehandelt haben könnte, ist nicht mehr feststellbar.

### Festtagsseite
An Feiertagen wurden die Flügel geöffnet und die bemalten und vergoldeten Skulpturen präsentiert. Die Statuen des Hauptschreins stehen in dreiseitigen Nischen. Ihre Rückwände sind mit einer vergoldeten Musterung versehen, die teilvergoldeten Seitenflächen sind mit Blendmaßwerk geschmückt. Die Nischen an den Flügeln sind nur mit einer flachen, ebenfalls gemusterten und vergoldeten Rückwand ausgestattet. Seit Ende des 19. Jahrhunderts wird der Altar nur in offenem Zustand gezeigt.

#### Hauptschrein
Die große Figur in der Mitte stellt heute den heiligen Matthias dar. Er ist als Diakon gekleidet und hält als Attribut  eine Hellebarde in der rechten Hand; in seiner linken sieht man ein Buch. Flankiert wird die Hauptfigur in der oberen Reihe links von einer Mondsichelmadonna, rechts von Anna selbdritt. Maria ist gekrönt und hält das Jesuskind auf dem rechten Arm. In ihrer linken Hand ist ein Szepter zu erkennen. Die heilige Anna ist als Standfigur mit einem Wickeltuch auf dem Kopf abgebildet. Auf dem linken Arm sitzt ihre Tochter Maria, auf dem rechten das unbekleidete Jesuskind. In der unteren Etage wird Matthias von zwei Aposteln begleitet. Links sieht man Petrus mit einem Schlüssel, rechts Paulus mit einem Schwert als Erkennungszeichen.

#### Flügel
Der linke Flügel zeigt links oben vermutlich Rochus von Montpellier, dem jedoch die übliche Pilgerkleidung und der Stab fehlen. Neben ihm steht möglicherweise der Evangelist Markus, dessen Attribut aber nicht als Löwe erkannt ist, sondern als Untier bezeichnet wird. Bei der Statue mit dem Kirchenmodell links unten könnte es sich um Sebaldus von Nürnberg handeln, wobei anzumerken ist, dass das Modell keine Ähnlichkeit mit der doppeltürmigen Sebalduskirche in Nürnberg zeigt oder um Wendelin, bei dem das Kirchenattribut als Hinweis auf seine Grablege in Trier gedeutet wird. Der Apostel Andreas ist mit dem nach ihm benannten Kreuz die einzige zweifelsfrei identifizierte Figur auf diesem Flügel.
Auf dem rechten Flügel befindet sich die jugendlich gestaltete Figur des Evangelisten Johannes mit einem Kelch in der linken Hand, die rechte zum Segnen erhoben. Die Figur daneben stellt heute Laurentius von Rom dar, dem man einen auf dem Boden stehenden Rost in die Hand gegeben hat. Unter Johannes steht der Apostel Bartholomäus, dessen Attribut, ein Messer, nur noch fragmentarisch erhalten ist. Die letzte Statue, mit einem Kelch in der linken Hand, könnte Norbert von Xanten sein.

### Predella und Gesprenge
Das Triptychon steht auf einer Predella, die über den Hauptschrein hinaus bis zur Mitte der Flügel reicht. Sie trägt in gotisierenden Buchstaben die Inschrift: Sancte Matthia ora pro nobis (Heiliger Matthias, bitte für uns). Das ursprünglich vorhandene Gesprenge ist verloren gegangen.